# EU Harccsoport
 Az EU Harccsoport (EU HCS) (angolul: EU Battlegroup, EU BG) az Európai Unió (EU) közös biztonság- és védelempolitikájához (KBVP) kötődő katonai egység. A csoportok aktívan rotálnak, így kettő folyamatosan készen áll a bevetésre. Az erőket az Európai Unió Tanácsa irányítja közvetlenül. 
A harccsoportok 2007. január 1-jén érték el teljes működési kapacitásukat, és 2019 augusztusáig még nem láttak el éles katonai akciókat. A katonákat és a felszereléseket az EU tagállamaiból hívják be, egy harccsoportot egy „vezető ország” vezet. 2004-ben Kofi Annan, az ENSZ főtitkára üdvözölte a terveket, és hangsúlyozta a harccsoportok értékét és fontosságát az ENSZ-problémamegoldások kezelésében. 

## A harccsoportokhoz való hozzájárulások
A nagyobb tagállamok általában saját harccsoportjaikkal járulnak hozzá, míg a kisebb tagállamoktól közös csoportok létrehozását várják el. Minden csoportnak van egy „vezető országa”, amely operatív parancsnokságot vállal az EUFOR Artemis missziója során felállított modell alapján. Minden csoport társul egy székhellyel is. EU-n kívüli NATO-országként Egyesült Királyság, Norvégia, Törökország és Észak-Macedónia vesz részt egy-egy csoportban, valamint EU-n kívüli, nem NATO-ország Ukrajna és Szerbia.  Dánia 1992–2022 között önkéntes kívülmaradási záradékkal rendelkezett a Maastrichti Szerződésben, nem volt köteles részt venni a közös biztonság- és védelempolitikában, 2022. július 1. óta viszont ő is csatlakozott. Málta nem vesz részt egyetlen harccsoportban sem. 
Részt vevő EU- és NATO-tagországok
| - Belgium - Bulgária - Horvátország | - Csehország - Dánia - Észtország | - Finnország - Franciaország - Németország | - Görögország - Magyarország - Olaszország | - Lettország - Litvánia - Luxemburg | - Hollandia - Lengyelország - Portugália | - Románia - Spanyolország - Szlovákia | - Szlovénia |

Részt vevő EU-, de nem NATO-tagországok
- Ausztria
- Ciprus
- Írország
- Svédország

Részt vevő EU-n kívüli NATO-tagállamok
- Norvégia
- Törökország
- Egyesült Királyság
- Észak-Macedónia

Részt vevő EU-n kívüli, nem NATO-tagországok
- Ukrajna
- Szerbia

Nem részt vevő EU-tagállamok
- Málta

## Készenléti beosztás
2005. január 1-jétől a harccsoportok elérték a kezdeti működési kapacitást: félévente legalább egy harci csoport készenlétben állt. Az Egyesült Királyság és Franciaország egy-egy működőképes harccsoporttal rendelkezett 2005 első felében, Olaszország pedig az év második felében. 2006 első felében francia–német harccsoport működött, valamint a spanyol–olasz kétéltű csatacsoport. Az év második felében csak egy csatacsoport működött, amely Franciaországból, Németországból és Belgiumból állt.   
Magyarország a magyar–olasz–szlovén EU-harccsoportban és a Visegrádi Harccsoportban vett, illetve vesz részt.

## Fordítás
Ez a szócikk részben vagy egészben  az   EU Battlegroup című angol Wikipédia-szócikk ezen változatának fordításán alapul.  Az eredeti cikk szerkesztőit annak laptörténete sorolja fel. Ez a jelzés csupán a megfogalmazás eredetét és a szerzői jogokat jelzi, nem szolgál a cikkben szereplő információk forrásmegjelöléseként.